# Komishani
Komishani (en ucraniano: Комишани, romanizado: Komyshany) es un pueblo ucraniano perteneciente al óblast de Jersón. Situado en el sur del país, forma parte del raión de Jersón y del municipio (hromada) de Jersón.

## Toponimia
El nombre del lugar en ruso es Kamishani (en ruso: Камышаны, romanizado: Kamyshany).

## Geografía
Komishani es un suburbio occidental de la ciudad de Jersón, situado a la derecha del delta del Dniéper. Se encuentra 6 km al oeste de Bilozerka y 11 km al este de Jersón. 

## Historia
El asentamiento fue fundado en 1801 y se llamó Arnautka (en ruso: Арнаутка).
La localidad se renombró como Komishani en 1946 y recibió el estatus de asentamiento de tipo urbano en 1963.
Hasta el 18 de julio de 2020, Komishani fue parte del municipio de Jersón. El raión se abolió en julio de 2020 como parte de la reforma administrativa de Ucrania, que redujo el número de rayones del óblast de Jersón a cinco. El área del municipio de Jersón se fusionó con el raión de Jersón.En 2023, Komishani perdió el estatus de asentamiento de tipo urbano debido a la eliminación de este estatus administrativo.
La localidad estuvo ocupada por Rusia desde el 6 de marzo de 2022, tras el comienzo de la invasión rusa de Ucrania, hasta su liberación el 12 de noviembre de 2022 tras la retirada rusa del margen derecho del Dniéper.

## Demografía
La evolución de la población de Komishani entre 2011 y 2021 fue la siguiente:
| 6941                                                          | 7071 | 6771 |
| (Fuente: Cities & Towns of Ukraine y UKRAINE: Größere Städte) |      |      |

Según el censo de 2001, el 84,81% de la población son ucranianos y el 14,32% son rusos.

## Economía
La población trabaja principalmente en las empresas de Jersón.

## Infraestructura

### Transporte
La carretera T 1501 atraviesa Komishani y la estación de tren más cercana de Komishani está a 9 km, en Jersón.  